# ماغنا كارتا كارتيل
ماغنا كارتا كارتيل Magna Carta Cartel (غالبًا ما يشار إليها بالاختصار MCC) هي فرقة روك سويدية معروفة بكونها مقدمة لفرقة الشبح Ghost الشهيرة . يقود المجموعة حاليًا مارتن بيرسنر، الذي أعاد المجموعة من فجوة طويلة غير محددة.

## تاريخها
تم تشكيل الفرقة بعد حل مجموعة البوب بانك ساب فيجين، والتي تم إصدار ألبومها الكامل الوحيد So Far So Noir في عام 2006. كان كل من Tobias Forge و Martin Persner و Simon Söderberg من بين الأعضاء الأصليين في الفرقة، وسيقوم الثلاثة لاحقًا بتقديم عروضهم في فرقة فورغز الشبح
أصدرت ماغنا كارتا كارتيل ألبومها صباح الخير Restrained في عام 2009. وحتى اليوم، لا يزال الألبوم الكامل الوحيد لهم. ومع ذلك، في عام 2017، قام مارتن بيرسنر بإصلاح المجموعة بعد مغادرة Ghost وأصدر EP جديدًا بعنوان The Demon King. أنتج EP أغنيتين رقميتين جديدتين، "Sway" و "The Demon King".
بينما تختلف ماغنا كارتا كارتيل و غوست من نواحٍ عديدة، ليس من الصعب سماع تأثير الأول في ألبومات الأخير الأولى. تعتمد كلتا المجموعتين على موسيقى لحنية تعتمد على الجيتار ؛ الإيقاع جيتار بارز إلى حد ما وخطوط الجيتار، رغم بساطتها عادةً، متناسقة في الجودة، تكمل القيثارات.

## الاصدارات
- الفجر الباسلة (EP) (2008)
- ضبط النفس Goodmorning (2009)
- ملك الشياطين (EP) (2017)
- الشمس والمطر (منفرد) (2018)